# Llista de dominis de primer nivell territorial
Un Domini de primer nivell territorial (en anglès ccTLD, country code Top-Level Domain) és un domini de primer nivell utilitzat i reservat per a un estat o per a un territori dependent.
| Domini | Territori                                   | Administrat per                        | Registres de segon i tercer nivell i curiositats |
| ------ | ------------------------------------------- | -------------------------------------- | --- |
| .ac    | Illa de l'Ascensió                          | NIC.AC                                 | .com.ac, .net.ac, gov.ac, org.ac, mil.ac |
| .ad    | Andorra                                     | Servei de Telecomunicacions d'Andorra  | |
| .ae    | Emirats Àrabs Units                         | Etisalat                               | .net.ae, .gov.ae, .ac.ae, .sch.ae, .org.ae, .mil.ae, .pro.ae, .name.ae |
| .af    | Afganistan                                  |                                        | |
| .ag    | Antigua i Barbuda                           |                                        | |
| .ai    | Anguilla                                    | Govern d'Anguilla                      | .com.ai, .net.ai, .off.ai, .org.ai |
| .al    | Albània                                     |                                        | |
| .am    | Armènia                                     |                                        | |
| .an    | Antilles Neerlandeses                       |                                        | En fase de desaparició |
| .ao    | Angola                                      |                                        | |
| .aq    | Antàrtida                                   |                                        | |
| .ar    | Argentina                                   |                                        | |
| .as    | Samoa Americana                             | AS Domain Registry                     | |
| .at    | Àustria                                     |                                        | |
| .au    | Austràlia                                   |                                        | |
| .aw    | Aruba                                       |                                        | |
| .ax    | Illes Åland                                 |                                        | Molts webs d'Åland operen sota el subdomini .aland.fi |
| .az    | Azerbaidjan                                 |                                        | |
| .ba    | Bòsnia i Hercegovina                        |                                        | |
| .bb    | Barbados                                    |                                        | |
| .bd    | Bangladesh                                  |                                        | |
| .be    | Bèlgica                                     |                                        | |
| .bf    | Burkina Faso                                |                                        | |
| .bg    | Bulgària                                    |                                        | |
| .bh    | Bahrain                                     |                                        | |
| .bi    | Burundi                                     |                                        | |
| .bj    | Benín                                       |                                        | |
| .bm    | Bermudes                                    |                                        | |
| .bn    | Brunei                                      |                                        | |
| .bo    | Bolívia                                     |                                        | |
| .br    | Brasil                                      |                                        | |
| .bs    | Bahames                                     |                                        | |
| .bt    | Bhutan                                      |                                        | |
| .bu    | Birmània                                    |                                        | S'havia reservat per a Birmània, però el país va passar a dir-se Myanmar i el ccTLD és .mm |
| .bv    | Bouvet                                      | Norid                                  | Va tancar-se per tal que a tot el territori noruec s'utilitzés el domini .no. |
| .bw    | Botswana                                    | Botswana                               | |
| .by    | Belarús                                     |                                        | |
| .bz    | Belize                                      |                                        | |
| .ca    | Canadà                                      |                                        | |
| .cc    | Illes Cocos (Keeling)                       |                                        | |
| .cd    | República Democràtica del Congo             |                                        | |
| .cf    | República Centreafricana                    |                                        | |
| .cg    | República del Congo                         |                                        | |
| .ch    | Suïssa                                      |                                        | |
| .ci    | Costa d'Ivori                               |                                        | |
| .ck    | Illes Cook                                  |                                        | |
| .cl    | Xile                                        | Universitat de Xile                    | |
| .cm    | Camerun                                     | intelcam.cm                            | |
| .cn    | República Popular de la Xina                |                                        | |
| .co    | Colòmbia                                    |                                        | |
| .cr    | Costa Rica                                  | www.nic.cr                             | |
| .cs    | Txecoslovàquia                              |                                        | Esborrat |
| .ct    | Catalunya                                   |                                        | Domini proposat per a Catalunya |
| .cu    | Cuba                                        |                                        | |
| .cv    | Cap Verd                                    |                                        | |
| .cw    | Curaçao                                     |                                        | Futur codi territorial d'Internet (ccTLD). Actualment Curaçao utilitza el codi anterior de les Antilles Neerlandeses (ccTLD): .an. |
| .cx    | Illa Christmas                              |                                        | |
| .cy    | Xipre                                       |                                        | |
| .cz    | República Txeca                             |                                        | |
| .dd    | República Democràtica d'Alemanya            |                                        | Esborrat |
| .de    | República Federal d'Alemanya                |                                        | |
| .dj    | Djibouti                                    |                                        | |
| .dk    | Dinamarca                                   |                                        | |
| .dm    | Dominica                                    |                                        | |
| .do    | República Dominicana                        |                                        | |
| .dz    | Algèria                                     |                                        | |
| .ec    | Equador                                     |                                        | |
| .ee    | Estònia                                     |                                        | |
| .eg    | Egipte                                      |                                        | |
| .eh    | Sàhara Occidental                           |                                        | no s'utilitza a causa de l'ocupació militar que el Marroc exerceix sobre aquest territori. Les lletres assignades són una abreviació de Saguia el-Hamra, una de les dues províncies actuals.                                                             |
| .er    | Eritrea                                     |                                        | |
| .es    | Espanya                                     | www.nic.es                             | .com.es, .nom.es, .org.es, .gov.es, .edu.es |
| .et    | Etiòpia                                     |                                        | |
| .eu    | Unió Europea                                |                                        | |
| .fi    | Finlàndia                                   |                                        | |
| .fj    | Fidji                                       |                                        | |
| .fk    | Illes Malvines                              |                                        | |
| .fm    | Estats Federats de Micronèsia               |                                        | |
| .fo    | Illes Fèroe                                 |                                        | |
| .fr    | França                                      |                                        | |
| .ga    | Gabon                                       |                                        | |
| .gb    | Regne Unit                                  |                                        | En l'actualitat aquest domini no s'utilitza. En el seu lloc Anglaterra, Escòcia, Gal·les i Irlanda del Nord utilitzen el domini .uk. |
| .gd    | Grenada                                     |                                        | |
| .ge    | Geòrgia                                     |                                        | |
| .gf    | Guaiana Francesa                            |                                        | |
| .gg    | Guernsey                                    |                                        | |
| .gh    | Ghana                                       |                                        | |
| .gi    | Gibraltar                                   | NIC Gibraltar                          | Per coincidència en l'abreviació, el domini .gi també s'ha fet servir en dominis d'alguns llocs de les comarques de Girona. |
| .gl    | Groenlàndia                                 |                                        | |
| .gm    | Gàmbia                                      |                                        | |
| .gn    | Guinea                                      |                                        | |
| .gp    | Guadeloupe                                  |                                        | |
| .gq    | Guinea Equatorial                           |                                        | |
| .gr    | Grècia                                      |                                        | |
| .gs    | Illes Geòrgia del Sud i Sandwich del Sud    | www.adamsnames.tc                      | també va ser usat per algun domini hack, com el de Yahoo! blo.gs. Suggerències de hacks pel domini .gs |
| .gt    | Guatemala                                   |                                        | |
| .gu    | Guam                                        |                                        | |
| .gw    | Guinea Bissau                               |                                        | |
| .gy    | Guyana                                      |                                        | |
| .hk    | Hong Kong                                   |                                        | |
| .hm    | Illes Heard i McDonald                      |                                        | |
| .hn    | Hondures                                    |                                        | |
| .hr    | Croàcia                                     |                                        | |
| .ht    | Haití                                       |                                        | |
| .hu    | Hongria                                     |                                        | |
| .id    | Indonèsia                                   |                                        | |
| .ie    | República d'Irlanda                         |                                        | |
| .il    | Israel                                      |                                        | |
| .im    | Man                                         |                                        | |
| .in    | Índia                                       |                                        | |
| .io    | Territori Britànic de l'Oceà Índic          |                                        | |
| .iq    | Iraq                                        |                                        | |
| .ir    | Iran                                        |                                        | |
| .is    | Islàndia                                    |                                        | |
| .it    | Itàlia                                      |                                        | |
| .je    | Jersey                                      |                                        | |
| .jm    | Jamaica                                     |                                        | |
| .jo    | Jordània                                    |                                        | |
| .jp    | Japó                                        |                                        | |
| .ke    | Kenya                                       |                                        | |
| .kg    | Kirguizstan                                 |                                        | |
| .kh    | Cambodja                                    |                                        | |
| .ki    | Kiribati                                    |                                        | |
| .km    | Comores                                     |                                        | |
| .kn    | Saint Kitts i Nevis                         |                                        | |
| .kp    | Corea del Nord                              |                                        | no té domini de primer nivell territorial (ccLTD), però .kp està reservat per aquest propòsit. La IANA ho ha determinat així, sense espònsors assignats.                                                                                                 |
| .kr    | Corea del Sud                               |                                        | |
| .kw    | Kuwait                                      |                                        | |
| .ky    | Illes Caiman                                |                                        | |
| .kz    | Kazakhstan                                  |                                        | |
| .la    | Laos                                        |                                        | |
| .lb    | Líban                                       |                                        | |
| .lc    | Saint Lucia                                 |                                        | |
| .li    | Liechtenstein                               |                                        | |
| .lk    | Sri Lanka                                   |                                        | |
| .lr    | Libèria                                     |                                        | |
| .ls    | Lesotho                                     |                                        | |
| .lt    | Lituània                                    |                                        | |
| .lu    | Luxemburg                                   |                                        | |
| .lv    | Letònia                                     |                                        | |
| .ly    | Líbia                                       |                                        | |
| .ma    | Marroc                                      |                                        | |
| .mc    | Mònaco                                      | www.nic.mc                             | |
| .md    | Moldàvia                                    |                                        | |
| .me    | Montenegro                                  |                                        | assignat després de declarar la independència de Sèrbia i Montenegro, el 3 de juny del 2006. |
| .mg    | Madagascar                                  |                                        | |
| .mh    | Illes Marshall                              |                                        | |
| .mk    | Macedònia del Nord                          |                                        | |
| .ml    | Mali                                        | www.gobin.info                         | .org (.org.ml) .com (.com.ml) |
| .mm    | Birmània                                    |                                        | Anteriorment, abans del canvi de nom oficial del país a Myanmar (1989), havia usat el domini .bu (Burma). |
| .mn    | Mongòlia                                    |                                        | |
| .mo    | Macau                                       |                                        | |
| .mp    | Illes Mariannes Septentrionals              |                                        | |
| .mq    | Martinica                                   |                                        | |
| .mr    | Mauritània                                  |                                        | |
| .ms    | Illa de Montserrat                          |                                        | |
| .mt    | Malta                                       |                                        | |
| .mu    | Maurici                                     |                                        | |
| .mv    | Maldives                                    |                                        | |
| .mw    | Malawi                                      |                                        | |
| .mx    | Mèxic                                       |                                        | |
| .my    | Malàisia                                    |                                        | |
| .mz    | Moçambic                                    |                                        | |
| .na    | Namíbia                                     |                                        | |
| .nc    | Nova Caledònia                              |                                        | |
| .ne    | Níger                                       |                                        | |
| .nf    | Illa Norfolk                                |                                        | |
| .ng    | Nigèria                                     |                                        | |
| .ni    | Nicaragua                                   | www.nic.ni                             | .ni és també utilitzat per a pàgines d'Irlanda del Nord. El subdomini de .co.ni Arxivat 2010-01-31 a Wayback Machine. va ser creat per aquest propòsit.                                                                                                  |
| .nl    | Països Baixos                               |                                        | |
| .no    | Noruega                                     |                                        | |
| .np    | Nepal                                       | www.mos.com.np                         | |
| .nr    | Nauru                                       | cenpac.net.nr                          | .co.nr |
| .nu    | Niue                                        |                                        | |
| .nz    | Nova Zelanda                                |                                        | |
| .om    | Oman                                        |                                        | |
| .pa    | Panamà                                      |                                        | |
| .pe    | Perú                                        | www.nic.pe                             | El registre está limitat pel tercer nivell de domini per sota del segon nivell de domini tal com .com, .mil, .gob i .org |
| .pf    | Polinèsia Francesa                          |                                        | |
| .pg    | Papua Nova Guinea                           |                                        | |
| .ph    | Filipines                                   |                                        | |
| .pk    | Pakistan                                    |                                        | |
| .pl    | Polònia                                     |                                        | |
| .pm    | Saint-Pierre i Miquelon                     | www.afnic.fr/doc/autres-nic/dom-tom_en | és el primer nivell de domini controlat per AFNIC (Resgistre francès) però el servei de registre està actualment suspès. |
| .pn    | Illes Pitcairn                              |                                        | |
| .pr    | Puerto Rico                                 |                                        | |
| .ps    | Palestina                                   |                                        | |
| .pt    | Portugal                                    |                                        | |
| .pw    | Palau                                       |                                        | |
| .py    | Paraguai                                    |                                        | .py també és l'extensió dels arxius de programació Python |
| .qa    | Qatar                                       |                                        | És l'únic d'aquest tipus de dominis que comença per la lletra Q, una de les més rares en anglès. |
| .re    | Illa de la Reunió                           |                                        | |
| .ro    | Romania                                     |                                        | |
| .rs    | República de Sèrbia                         |                                        | assignat després que Montenegro declarara la independència de Sèrbia i Montenegro, el 3 de juny del 2006. |
| .ru    | Rússia                                      |                                        | |
| .rw    | Ruanda                                      |                                        | |
| .sa    | Aràbia Saudita                              |                                        | |
| .sb    | Salomó                                      |                                        | |
| .sc    | Seychelles                                  |                                        | |
| .sd    | Sudan                                       |                                        | |
| .se    | Suècia                                      |                                        | |
| .sg    | Singapur                                    |                                        | |
| .sh    | Santa Helena                                |                                        | |
| .si    | Eslovènia                                   |                                        | |
| .sj    | Illes Svalbard i Jan Mayen                  | Norid                                  | Va tancar-se per tal que a tot el territori noruec s'utilitzés el domini .no. |
| .sk    | Eslovàquia                                  |                                        | |
| .sl    | Sierra Leone                                |                                        | |
| .sm    | San Marino                                  |                                        | |
| .sn    | Senegal                                     |                                        | |
| .so    | Somàlia                                     |                                        | |
| .sr    | Surinam                                     |                                        | |
| .ss    | Sudan del Sud                               |                                        | |
| .st    | São Tomé i Príncipe                         |                                        | |
| .su    | Unió de Repúbliques Socialistes Soviètiques |                                        | En fase de desaparició |
| .sv    | El Salvador                                 |                                        | |
| .sx    | Sint Maarten                                |                                        | |
| .sy    | Síria                                       |                                        | |
| .sz    | Swazilàndia                                 |                                        | |
| .tc    | Illes Turks i Caicos                        |                                        | |
| .td    | Txad                                        |                                        | |
| .tf    | Antàrtiques Franceses                       |                                        | |
| .tg    | Togo                                        |                                        | |
| .th    | Tailàndia                                   |                                        | |
| .tj    | Tadjikistan                                 |                                        | |
| .tk    | Tokelau                                     | www.dot.tk                             | Té servei de domini gratuït. |
| .tl    | Timor Oriental                              |                                        | |
| .tm    | Turkmenistan                                |                                        | També s'ha intentat fer servir per negocis amb Marca registrada (Trademark en anglès, abreviat TM), tot i que el govern n'ha prohibit aquest ús. |
| .tn    | Tunísia                                     |                                        | Internet a Tunísia té un milió d'usuaris. Tots els diaris importants publiquen els seus diaris a Internet, les dues televisions (Nacional i Hannibal TV) i dues cadenes de radio (Radio Nacional i Radio Mosaique FM) emeten per Internet.               |
| .to    | Tonga                                       |                                        | |
| .tp    | Timor Oriental                              |                                        | esta en procés d'eliminació perquè serà substituït pel domini .tl. |
| .tr    | Turquia                                     |                                        | |
| .tt    | Trinitat i Tobago                           |                                        | |
| .tv    | Tuvalu                                      |                                        | És usat per moltes emissores de televisió per registrar els seus dominis, per la seva coincidència de l'abreviatura de televisió. |
| .tw    | Taiwan (República de la Xina)               |                                        | |
| .tz    | Tanzània                                    |                                        | |
| .ua    | Ucraïna                                     |                                        | |
| .ug    | Uganda                                      |                                        | |
| .uk    | Regne Unit                                  |                                        | |
| .um    | Illes d'Ultramar Menors dels Estats Units   |                                        | Domini retirat |
| .us    | Estats Units d'Amèrica                      |                                        | |
| .uy    | Uruguai                                     |                                        | |
| .uz    | Uzbekistan                                  |                                        | |
| .va    | Ciutat del Vaticà                           |                                        | |
| .vc    | Saint Vincent i les Grenadines              |                                        | |
| .ve    | Veneçuela                                   |                                        | |
| .vg    | Illes Verges Britàniques                    |                                        | |
| .vi    | Illes Verges Nord-americanes                |                                        | |
| .vn    | Vietnam                                     |                                        | |
| .vu    | Vanuatu                                     |                                        | |
| .wf    | Illes de Wallis i Futuna                    | www.afnic.fr                           | |
| .ws    | Samoa                                       | www.samoanic.ws i www.website.ws       | |
| .ye    | Iemen                                       | www.y.net.ye                           | |
| .yt    | Mayotte                                     | www.afnic.fr                           | |
| .yu    | SFR Iugoslàvia                              | www.nic.yu                             | Va desaparèixer per donar pas als dominis .me de Montenegro i .rs de Sèrbia. El 2009 quedaran desactivats els dominis que encara tinguin el .yu. Mentrestant, Sèrbia és la controladora de facto del domini per assegurar-se que deixi de fer-se servir. |
| .za    | Sud Àfrica                                  | www.zadna.org.za                       | ac.za, city.za, co.za, edu.za, gov.za, law.za, mil.za, nom.za, org.za, school.za |
| .zm    | Zàmbia                                      |                                        | |
| .zr    | Zaire                                       |                                        | Quan aquest país va ser reanomenat a República Democràtica del Congo el 1997, .zr es va deixar d'utilitzar i va passar a fer-se servir el .cd. El 2001 va ser finalment eliminat.                                                                        |
| .zw    | Zimbàbue                                    |                                        | |